# 垓
垓，有些古籍中也写作该，是罕用的數字單位，有垓、十垓、百垓、千垓。數學上以1020表示（一萬京），即100,000,000,000,000,000,000。古代數目名108、1032、1064。

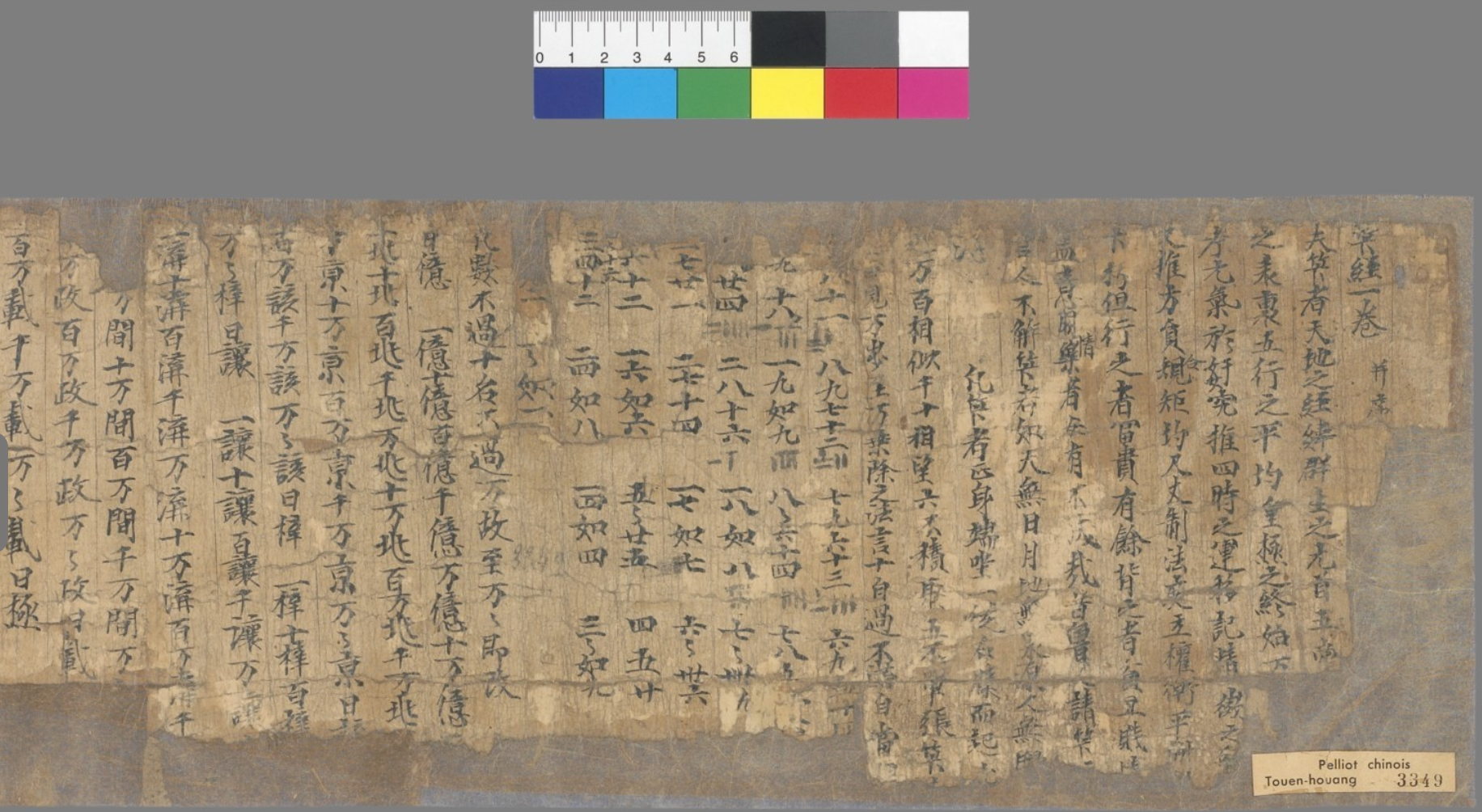
唐五代时期的敦煌算经残卷（P.3349），其中以万万京为一该（“凡数不过十名不过万，故至万万即改”，“万万京曰该”），即10^{32}

垓包括垓1020、十垓1021、百垓1022、千垓1023。“垓”这样的大数常以科学记数法表示。
全世界面额最大的纸币是1946年匈牙利恶性通货膨胀期间发行的，面值为1垓帕戈，以及未发行的10垓帕戈纸币。

## 文獻記載
《數術記遺》稱：“黃帝為法，數有十等，及其用也，乃有三焉。十等者億、兆、京、垓、秭、穰、溝、澗、正、載；三等者，謂上、中、下也。其下數者。十十變之，若言十萬曰億，十億曰兆，十兆曰京也。中數者，萬萬變之，若言萬萬曰億、萬萬億曰兆，萬萬兆曰京。上數者，數窮則變，若言萬萬曰億，億億曰兆，兆兆曰京也。從億至載，終於大衍。”

## 單位與上下數參考表格
| 數量級 | 十進・下數 | 萬進（現在） | 億進・中數 | 平方・上數 |
| ------ | ---------- | ------------ | ---------- | ---------- |
| 108    | 垓         | 一億         | 一億       | 一億       |
| 1016   | 恒河沙     | 一京         | 一兆       | 一兆       |
| 1020   | 無量大數   | 一垓         | 一萬兆     | 一萬兆     |
| 1032   | -          | 一溝         | 一垓       | 一京       |
| 1064   | -          | 不可思議     | 一澗       | 一垓       |